# 공동체주의적 공화주의
공동체주의적 공화주의는 하버드대 철학 교수인 마이클 샌델이 주창하고 있는 정치이론이다. 공화주의의 이념에 공동체적인 요소를 넣은 정치이념인데, 선과 공동선을 중시하며 공동체의 부활을 주장하고 있다.

## 기본이론
자유주의의 번성으로 모든 사물을 시장원리식으로 바라보게 되었으며, 사회 전체의 공동체가 파괴되었다고 마이클 샌델은 주장한다. 그러면서, 공동체를 부활시키고 공동선을 통해 통합을 이루어야 한다고 주장한다. 과거 공화주의를 부활시킴으로써 공동체의 선을 회복시켜야 한다고 말한다.
먼저, 샌델은 쇠퇴하고 있는 전통적 공동체를 문제 삼고 있다. 미국의 자유주의파는 2차 세계 대전 이후 개인주의적 권리와 자격으로서 복지국가를 옹호해왔는데, 뉴딜 이후 중간의 공동체가 쇠퇴해버렸기 때문에 공동적 의무, 시민적 연대가 약해졌다고 샌델은 생각한다.

## 자유주의에 대한 비판
미국의 대학입시에서 소수집단 우대정책이 채용되는 경우가 많다. 소수민족들에게 더 입학시험에서 이점을 주는 것인데, 백인 측에서 소수집단 우대정책 때문에 합격하지 못했으니 불공정하다는 이유로 소송을 건 예가 있다. 자유주의의 대표적인 법철학자 로널드 드워킨은, "대학의 사명이나 선고 기준은 대학이 스스로 정하면 된다" 라면서 권리가 침해된 것은 아니라고 말하고 있다.
샌델은 그렇다면 1920년대나 30년대 시절 반유대인적 정원 제한이나 백인을 위해 소수집단 우대정책을 한 것도 그러면 정의로운 것이 되느냐고 이야기한다. 이와 같은 경우를 생각하면, 대학의 의견만으로 입학기준을 정한다는 것은 문제가 있을 수 있다.
소수집단 우대정책 옹호론 측은, 입학 허가는 학생의 능력이나 미덕에 보답하기 위한 명예가 아니라 대학이 추구하는 가치에 맞아야 한다는 것이다. 그러나 실제로 분배의 정의는 명예나 보수에 어울리는 자격과 관계되는 경우가 많고, 대학의 사명은 학업의 추진으로 제약된다. 그러므로 샌델은 그것은 옳지 못한 일이라고 지적하고 있다.
이와 같은 소수집단 우대정책의 논리를 통해 샌델은 롤스적 자유주의의 문제점을 지적하고 있다. 문제는 도덕적 가치와는 무관하게 재분배를 생각하고 있다는 점이다. 이는 부조리한 결과를 가져올 수도 있다.

## 정의론에 대한 비판
샌델은 롤스의 무연고적 자아를 비판한다.  롤스는 각 개인은 자유롭게 독립된 인간이라는 인간관을 가지고 있다. 무연고적 자아는 대학이나 기업의 일원, 한 나라의 국민 등으로 공동체에 묶여서 생각되는 것들을 무시하고 만들어진 하나의 인간을 가리킨다. 롤스는 이 개념을 생각해냈고, 그것을 통해 사람들이 합의할 수 있는 원리로서 정의를 생각했다. 그러나 샌델은 사람마다 각각의 특징과 관심사 등이 있고 공동체와 그룹의 구성원으로서 책임과 직책, 임무가 있는데 그것을 무연고적 자아로 묶는 것은 말이 안 된다고 말한다. 그런 자아는 합리적이고 무관심한 자아다.
또한 롤스의 정의론에서, 무연고적 자아를 기반으로 자신이 가장 가난한 사람이라고 생각할 수도 있으므로 복지를 찬성한다는 주장에 대해 그것이 우선이 아니라 인류애와 공동체, 공동선 때문에 복지에 찬성한다고 주장한다.
샌델의 견해는 복지의 기초개념이나 실현방책이 불충분하므로 자유주의를 비판하고 롤스와는 다른 논리로 복지를 정당화하려는 것이다. 롤스는 마치 공동체가 필요없는 것처럼 정의론을 구성하고 있지만, 실제로는 사람들이 발견하고 인식해야 하는 당연한 정의의 원리가 그 정의론의 내용이라고 주장한다. 샌델의 입장에서 롤스의 논리는 무연고적 자아는 추상적이고 허구이므로 현실성이 없고, 사람들이 타인에게 무관심하고 자신의 합리적인 공익을 추구한다는 가정에 따라 정의의 원리에 합의한다며 이야기하지만 이는 재분배를 통해 이루어지는 것이므로 타인의 관계, 즉 공동체를 빼놓고는 생각할 수 없다. 또한, 계약은 사람들의 합의에 의해 가능한 것이 아니라, 인류애적인 당연한 정의의 논리기 때문에 합의가 된다고 말한다.

## 자유주의와 공화주의에 대한 비교
자유주의과 공화주의를 비교해보자. 자유주의 중심생각은 도덕적-종교적인 견해에 대하여 정부는 중립적인 입장을 취해야 한다는 것이다. 한편 공화주의는 시민적 미덕에 기초한 자기통치의 현실을 지향하는 사상이라는 것이다. 공화주의는 정과 선의 관계, 자유와 선한 사회의 특정 생각을 갖고 공공선을 지향하는 사상이다. 공화주의 정치이론은 정과 선의 관계, 자유와 자아통치에 대한 관계라는 점에서 절차공화국의 자유주의와는 다르다. 후자의 경우에는 사람들이 자기통치를 더해갈 때 자유가 존재한다는 생각이 기본이 된다. 자유주의의 경우에는 자신의 행동이 정치권력에 의해 방해되지 않는 것이 자유라는 것이. 이것이 바로 두 주의의 자유에 대한 생각 차이이다.
공화주의의 생각에는 공동선이나 인격 형성이 포함되어 있기 때문에 자유주의 같은 중립적인 생각은 용납되지 않는다. 다양한 선이나 이상 속에서 자기통치적 공화국이라는 선한 사회를 지향하고 공화주의적 관점에서 권리를 해석한다. 이를 기반으로 샌델은 언론의 자유, 종교의 자유, 무책론 가족주의 등을 비판하고 있다.
정치경제 쪽에서의 공화주의적 이상에는, 자기통치에 필요한 성격의 함양을 필요로 하고 시민적 미덕의 함양이나 공동선을 중시하며 사적 이익에 의한 부패를 경계하고 있다. 기존 유럽에서 일어나고 있던 상업화의 중시에서는 뇌물이나 부패를 가져오기 쉬웠고, 시민적 미덕의 손실을 불러오기 쉬웠다. 미국은 공업화가 되었는데, 영국 등 외국의 생필품이 아닌 사치품이 많이 유입되면 근면함을 해치고 도덕적인 부패를 가져온다면서 국내 공업을 발전시키고 사람들을 고용해서 일을 하도록 할 필요가 있다고 했다. 이는 시민성의 정치경제에 도움이 된다는 공화주의적 이상에 부합되기 때문이다. 그러나 어떤 경제적 조직이 자기통치에 있어서 가장 바람직한가? 라는 관점에서 논의를 시작했다. 초기 공업가들은 유럽의 공업 같은 악덕을 피하고 시민성이 필요로 하는 미덕을 함양할 수 있는 형태를 제시하려고 노력했다.
매사추세츠 섬유공장에서는 도덕적 품격을 높이려는 연구를 위해 교대제 채용, 예와 설교, 클럽활동이나 문예지 발행 등을 통해 종교적, 도덕적인 함양을 꾀했다.

## 공화주의와 공동체주의적 공화주의의 차이
기존의 공화주의에 비해 공동체주의적 공화주의에는 공동체적인 요소가 상당히 들어가 있다. 공동체의 선을 부활시키고, 모두의 연대와 공동선을 회복시키자고 주장한다. 단, 마이클 샌델은 자신의 공동체주의는 다수파주의가 아니라면서 선을 긋고 있다.

## 관련 저서
- 마이클 샌델은 그의 저서<<왜 도덕인가?>>에서 공동체주의적 공화주의에 대해 설파한다.